# Dras
Dras es una localidad de la India en el distrito de Kargil, estado de Jammu y Cachemira.

## Geografía
Se encuentra a una altitud de 3093 m s. n. m., 230 km al este de la capital estatal, Srinagar, en la zona horaria UTC +5:30.